# Remijia pilosinervula
Remijia pilosinervula är en måreväxtart som beskrevs av Julian Alfred Steyermark. Remijia pilosinervula ingår i släktet Remijia och familjen måreväxter. Inga underarter finns listade i Catalogue of Life.